# Hellamalthonica taigetos
Espèce
Hellamalthonica taigetos est une espèce d'araignées aranéomorphes de la famille des Agelenidae.

## Distribution
Cette espèce est endémique du Péloponnèse en Grèce,. Elle se rencontre en Arcadie, en Laconie, en Corinthie, en Argolide et en Achaïe.

## Description
Les mâles mesurent de 2,7 à 3,5 mm et la femelle paratype 3,1 mm

## Systématique et taxinomie
Cette espèce a été décrite par Bosmans en 2023.

## Étymologie
Son nom d'espèce lui a été donné en référence au lieu de sa découverte, le Taygète.

## Publication originale
- Bosmans, 2023 : « New or rare spiders from Crete (Araneae: Agelenidae, Dysderidae, Liocranidae, Salticidae), with the description of a new genus in the Agelenidae. » Journal of the Belgian Arachnological Society, vol. 38, no 1, p. 17-38.